# Purbrook
Purbrook – wieś w Anglii, w hrabstwie Hampshire, w dystrykcie Havant. Miejscowość liczy 9281 mieszkańców (2000 r.).